# Nuraghe Bau 'e Tanca

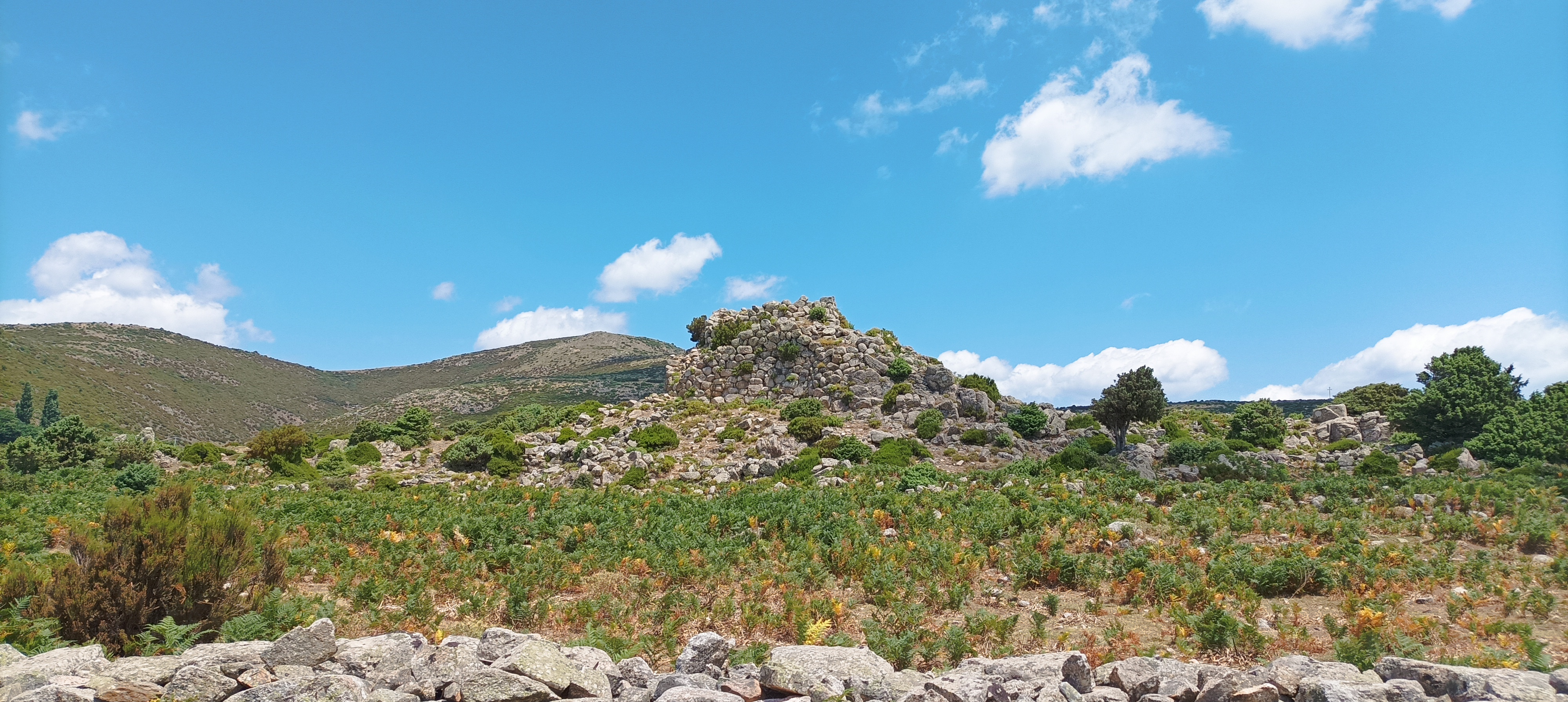
Veduta d'insieme del nuraghe

Il nuraghe Bau ‘e Tanca è uno dei nuraghi più alti in quota della Sardegna, essendo posizionato a 1122 metri s.l.m., al culmine di un altopiano che ricade in territorio di Talana.

## Collocazione geografica

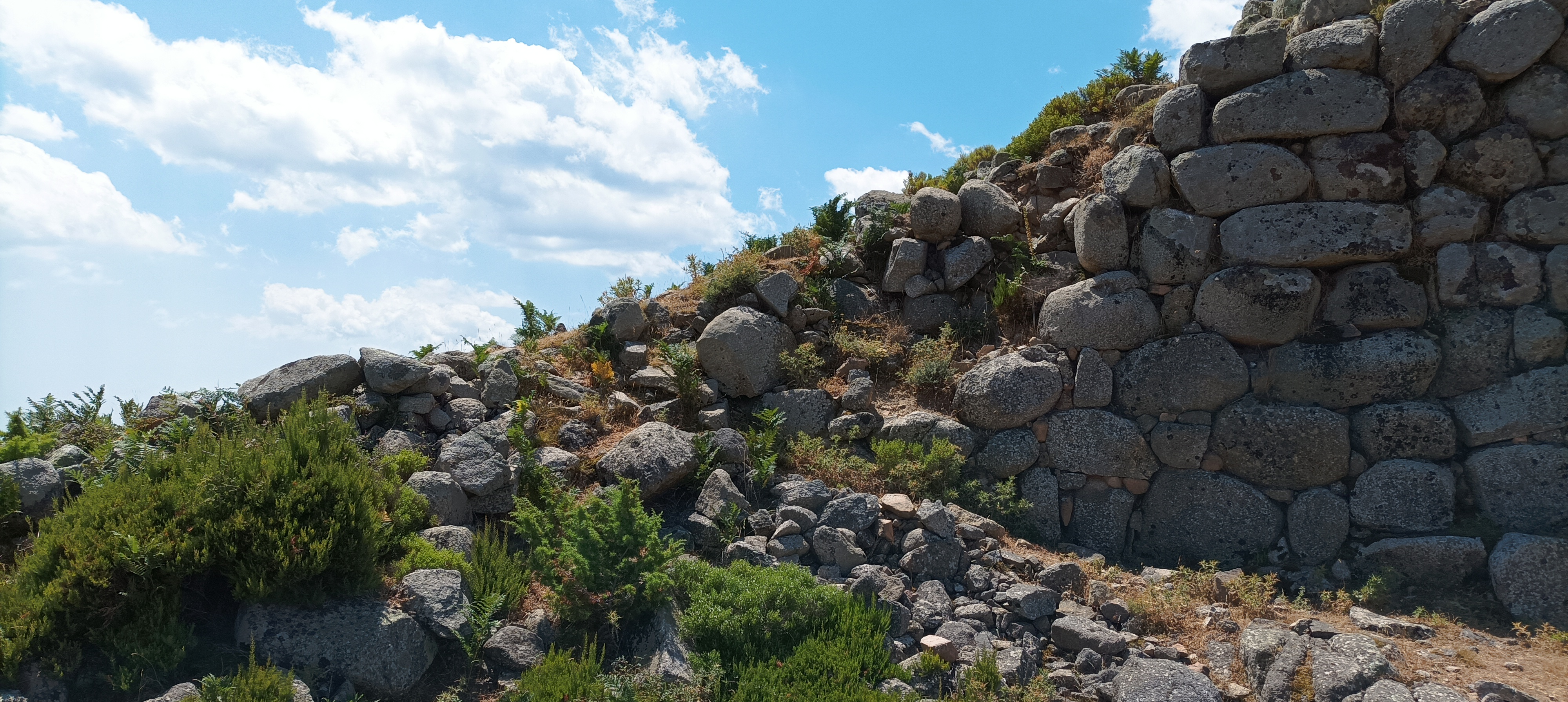
Particolare dell'addizione alla cortina muraria settentrionale

Dal centro abitato di Talana seguire le indicazioni per Villagrande e per il nuraghe Bau’e Tanca. Dopo due chilometri si arriva a un bivio e si prosegue sulla destra seguendo le indicazioni per il nuraghe. Dopo sette chilometri in una strada in salita a forte pendenza si arriva su un altopiano. Il nuraghe è situato sulla destra, visibile e segnalato da cartelli.

## Descrizione
Il nuraghe complesso di Bau Tanca si adagia sul punto più alto di un pianoro, alla quota di 1122 metri s.l.m., una delle più alte di tutta la Sardegna.
Per la sua edificazione è stata utilizzata la materia prima locale, il granito, in grandi blocchi sommariamente lavorati nella parte a vista e distributi irregolarmente, come è d’uso quando questi monumenti dell’Età del Bronzo sarda sono realizzati con questa tipologia di roccia.
Il nuraghe appartiene alla tipologia dei complessi: alla torre principale si addossano altre strutture secondarie che allo stato non sono pienamente leggibili, sebbene altre due torri laterali si delineino con una certa facilità.

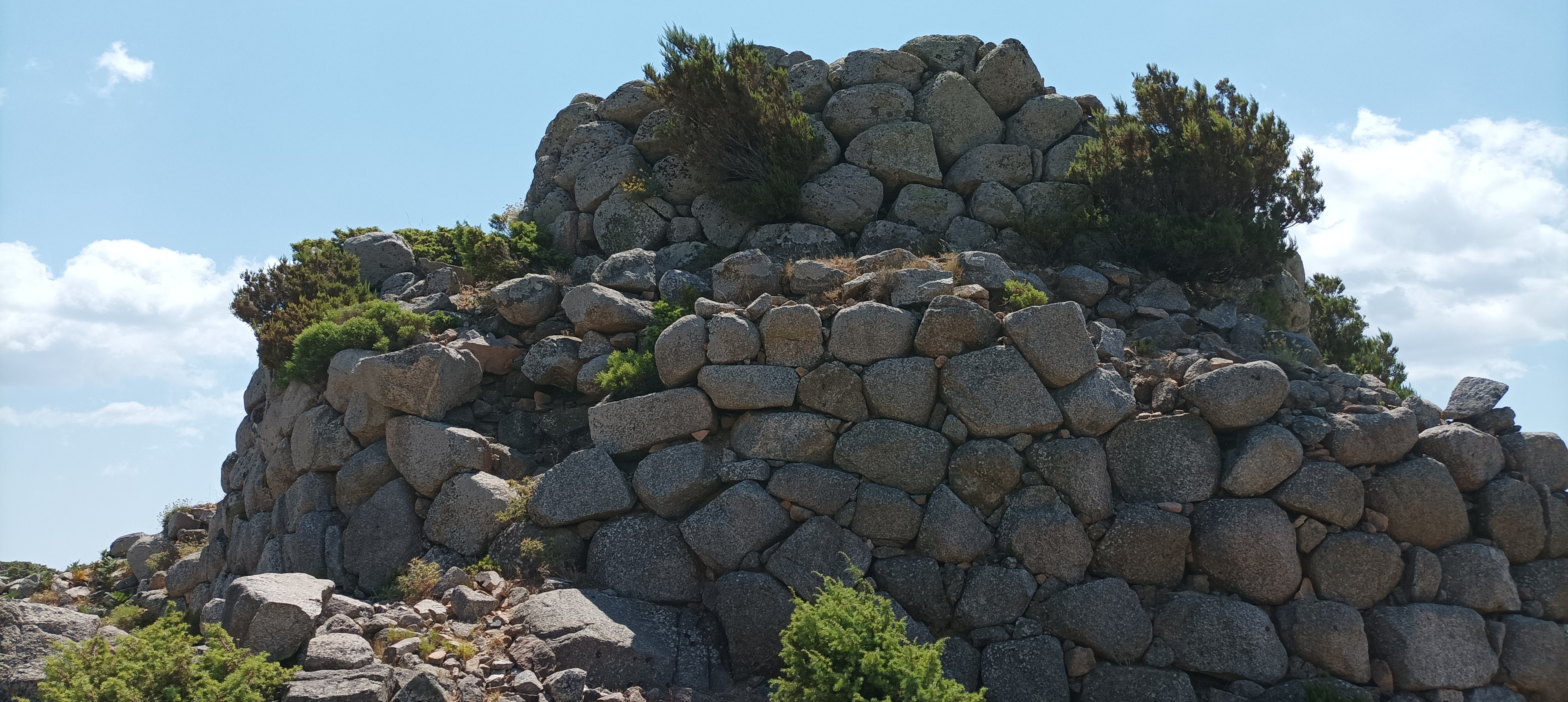
Particolare della cinta muraria meridionale

L’accesso alla camera della torre principale è precluso da una consistente massa di crollo che lo scavo non ha rimosso. È attualmente visibile la finestrella che sormontava l’ingresso. Il vano è comunque osservabile posizionandosi al colmo dell’attuale struttura muraria, posizione dalla quale si può stimare che la sua robusta tholos fosse alta in origine circa 7 metri.
La presenza del vano scala, il cui sbocco sull’attuale colmo della struttura è facilmente osservabile, consente di immaginare che la torre fosse dotata di almeno un’altra camera sovrapposta a quella del piano terra.
La torre principale è stata rifasciata, verosimilmente in un momento posteriore, con una robusta muratura che forma una sorta di cortiletto sul davanti.
Addizioni di grossi blocchi si osservano anche nella parte muraria che volge a NE, che si conserva ancora con un discreto elevato. 
Attorno al nuraghe ci sono i resti di una robusta muratura e di varie capanne, 
Nelle vicinanze si trovano i resti di una tomba dei Giganti.